# محبوب نجر
محبوب نجر رمزها «MA» (بالإنجليزية: Mahbubnagar)‏ ، هو تقسيم إداري لدولة الهند تتبع ولاية أندرا برديش (بالإنجليزية: Andhra  Pradesh)‏ ، مركزها هو مدينة محبوب نجر (بالإنجليزية: Mahabubnagar)‏ عدد سكانها حسب تعداد سنة 2001 هو 3,506,876 ، مساحتها 18,432 كم² وكثافة السكان 190 لكل كم² .